# Simon Luttichuys
Simon Luttichuys ou Simon Luttichuijs ou Simon Lutkenhuysen ou Simon Littlehouse ou Simon Lutkenhuys (1610, Londres - 1661, Amsterdam) est un peintre néerlandais du siècle d'or d'origine anglaise.

## Biographie
Simon Luttichuys est né en 1610 à Londres. Il a vraisemblablement étudié la peinture auprès de Jan Treck. Luttichuys est connu pour ses peintures de vanités qui marquent le début de sa carrière de peintre. Il exécute ses tableaux de vanités suivant le "modèle de Leyde", c'est-à-dire avec l'introduction dans ses œuvres, d'une table où des objets en relation avec l'humanisme - des livres - sont posés dessus, et avec d'autres objets à proximité tels que des tableaux. Sa peinture est influencée par les œuvres de Jan de Heem. Plus tard, il s'éloigne de la peinture des vanités pour ne peindre que des natures mortes. Son frère cadet, Isaac Luttichuys est peintre portraitiste.
Simon décède en 1661 à Amsterdam.

## Galerie

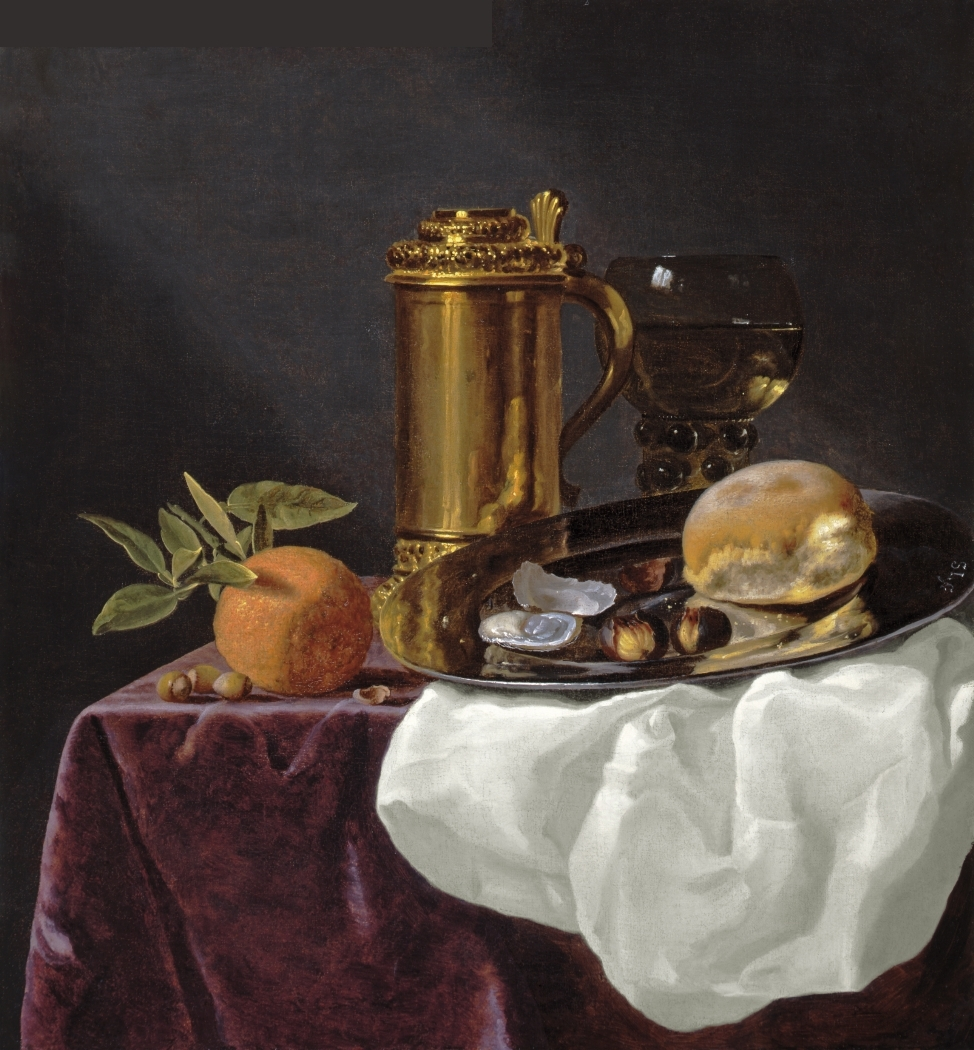
Nature morte aux huîtres, pain, orange posés sur une nappe, Simon Luttichuys
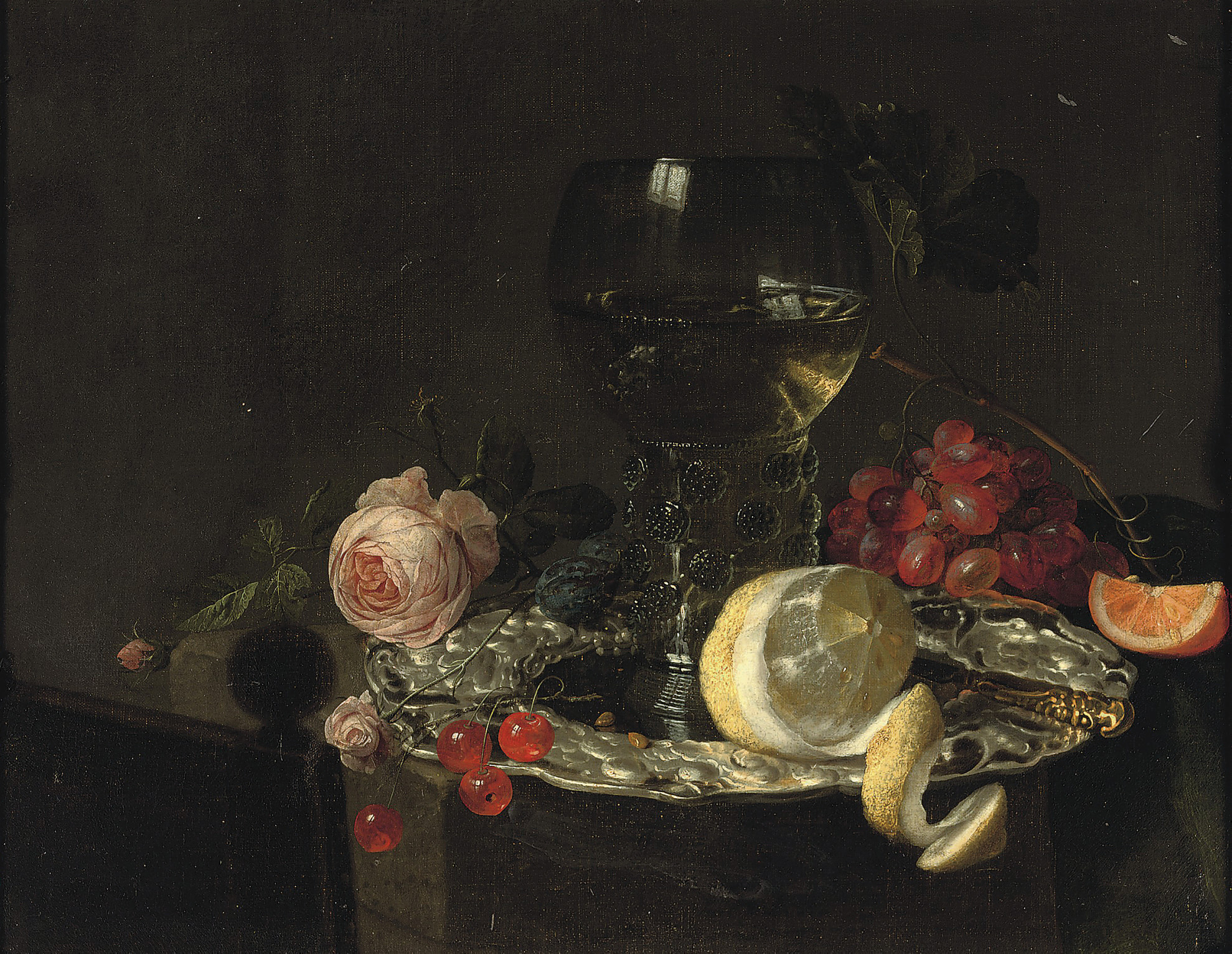
Nature Morte avec un verre de vin blanc, un citron partiellement pelé, et autres fruits sur un plat en argent avec une rose et des grappes de raisin sur un entablement, Simon Luttichuys et Cornelis de Roemer
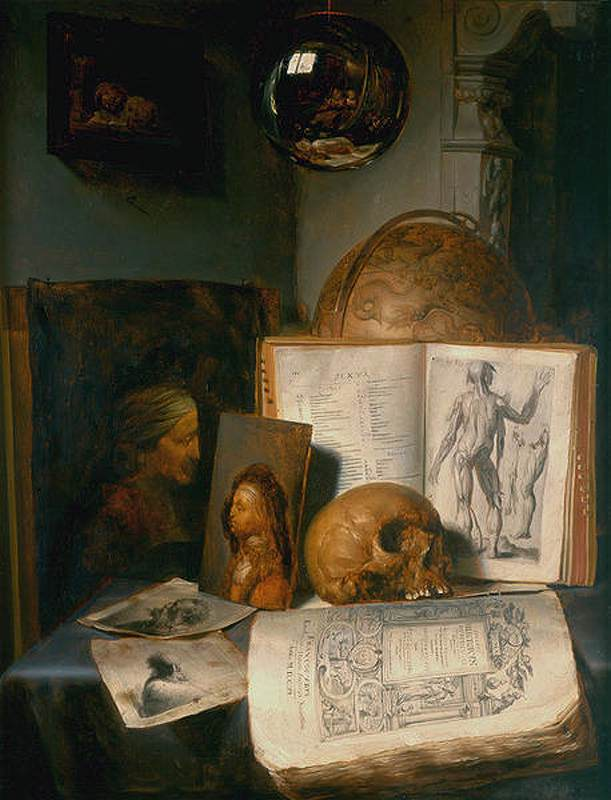
Vanité, Simon Luttichuys
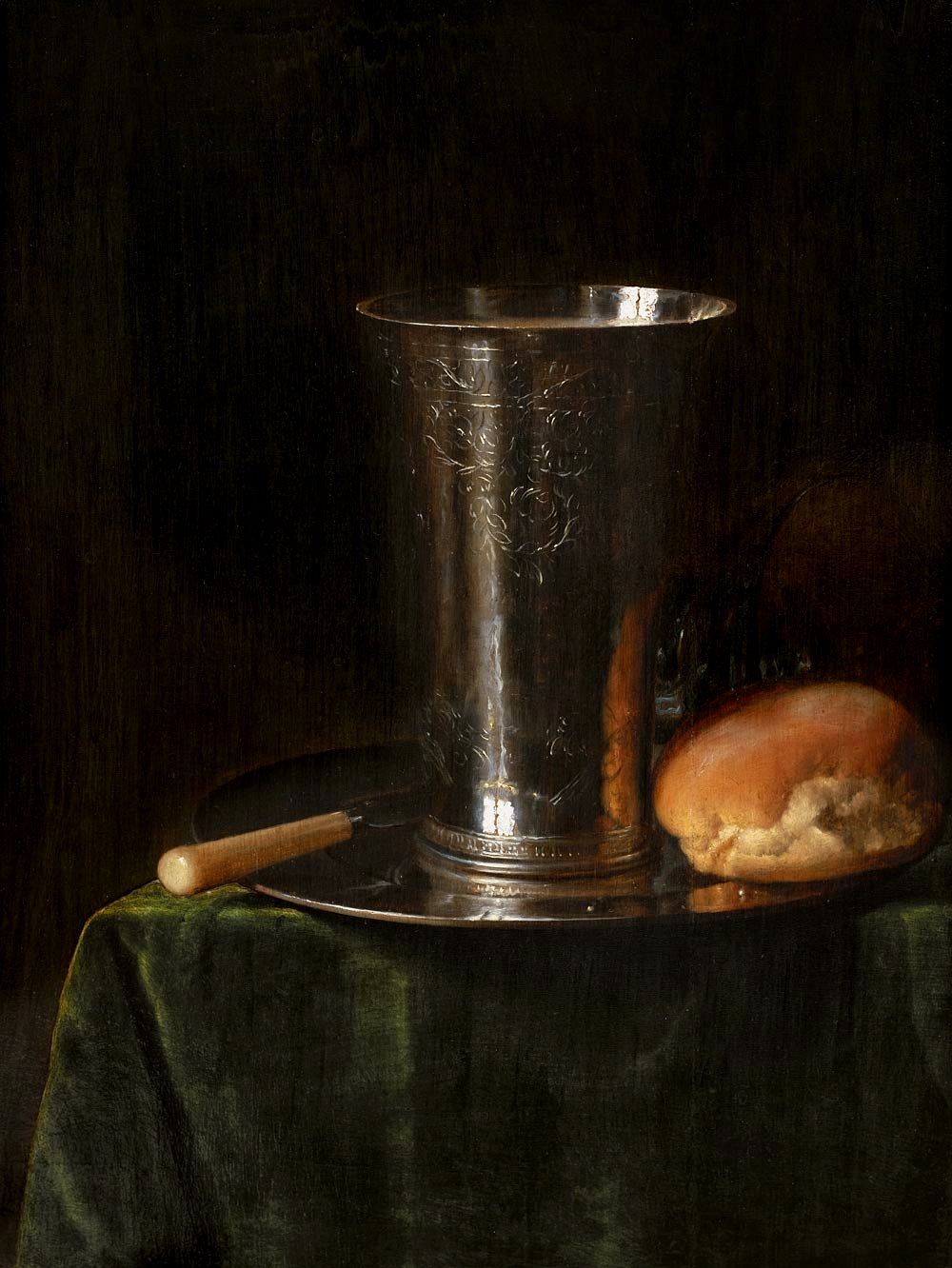
Nature morte, 1650